# Arabisch Islamitische Republiek
De Arabische Islamitische Republiek was een voorgestelde unificatie van Tunesië en Libië in 1974, overeengekomen door het Libische staatshoofd Moammar al-Qadhafi en de Tunesische president Habib Bourguiba. De voorgestelde unificatie zou evenwel niet meer dan een voorstel blijven. Een alternatieve naam was Maghreb al-adna (het nabije westen) wat Tunesië en Libië omvat.